# Dumbrava (Mehedinți)
Dumbrava é uma comuna romena localizada no distrito de Mehedinți, na região de Oltênia. A comuna possui uma área de 80.67 km² e sua população era de 1782 habitantes segundo o censo de 2007.